# Campo Santo (Gent)

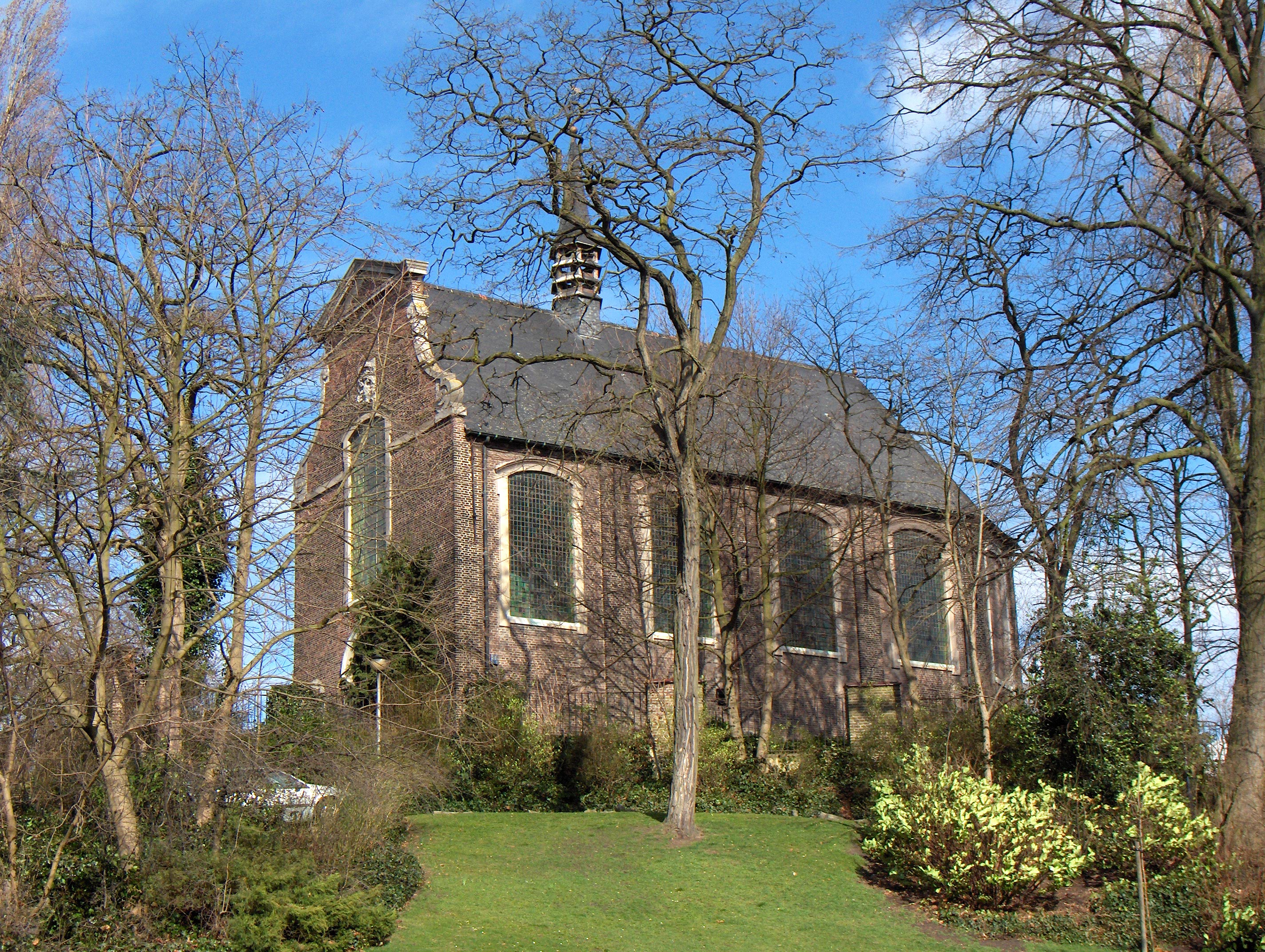
De Sint-Amanduskapel bij het Campo Santo

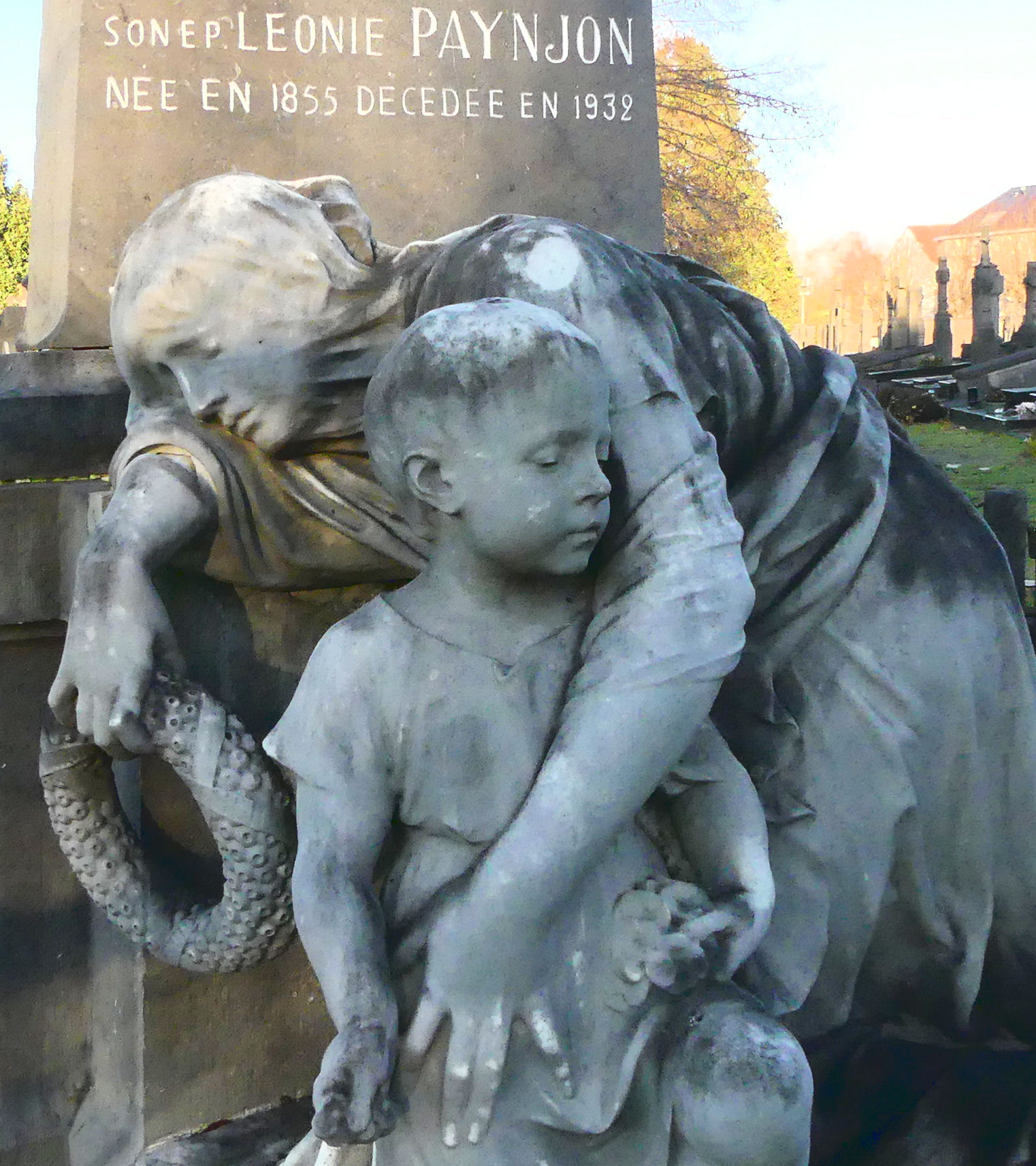
Praalgraf met pleurant in marmer voor de echtgenoten van der Werve - Paynjon

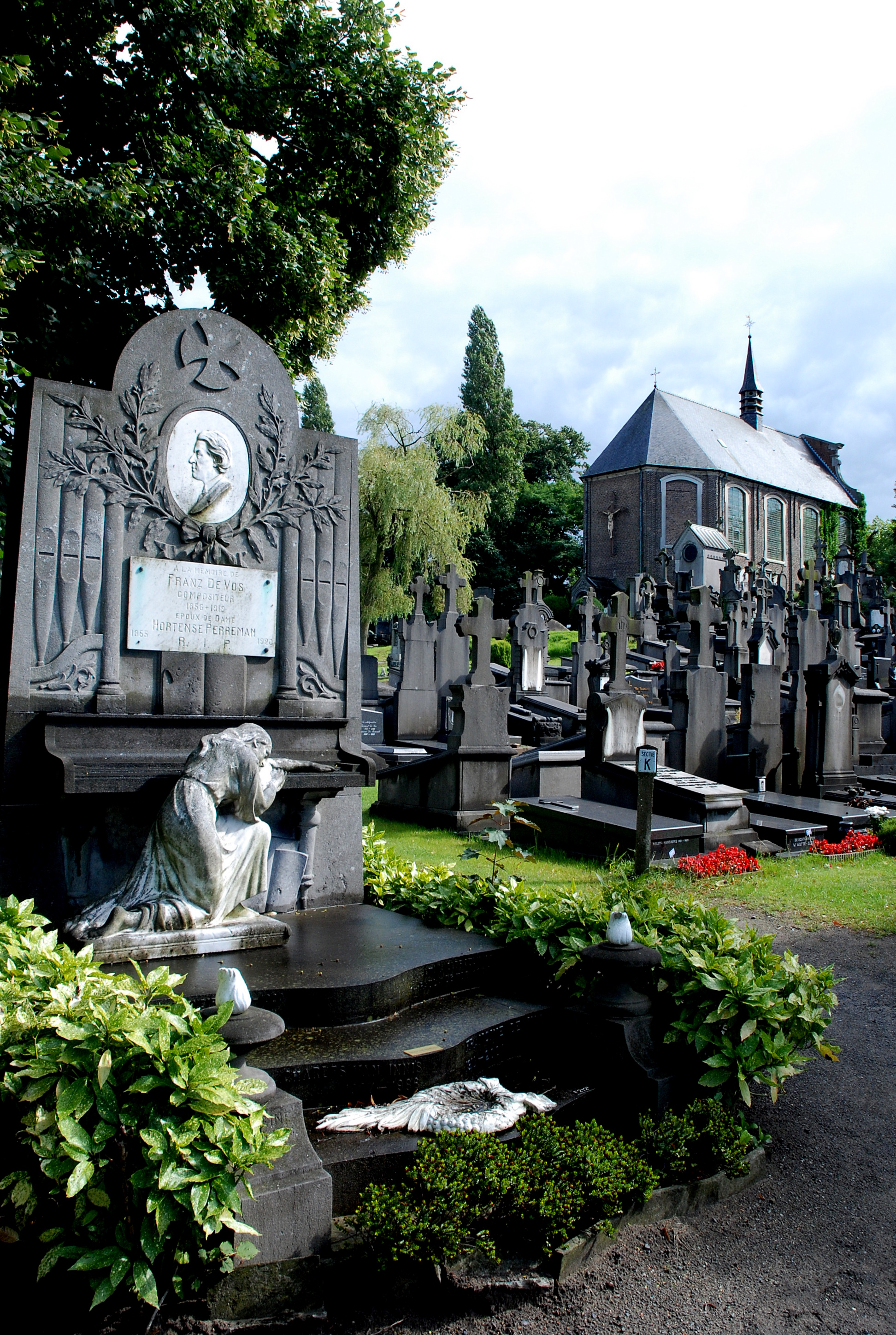
Campo Santo

Campo Santo is een grote begraafplaats in Sint-Amandsberg, een deelgemeente van de Belgische stad Gent, genoemd zoals de Campo Santo begraafplaats te Rome. Het is een kerkhof waar veel katholieke beroemdheden begraven liggen, maar ook enkele vrijzinnigen. Veel letterkundigen, kunstschilders en toondichters vonden hier hun laatste rustplaats.

## Bedevaart
De begraafplaats ligt bij een heuvel waarop de heilige Amandus in de 7e eeuw zou hebben gepredikt, met op het hoogste punt de laat-barokke Sint-Amanduskapel (1720) en bomen die er al stonden bij de eerste begrafenis in 1847 van de weldoenster Marie de Hemptinne. Tot de 19e eeuw bestond er een devotie tot Sint-Amandus. De Sint-Amanduskapel wordt voor culturele activiteiten ter beschikking gesteld.
In de 19e eeuw groeide deze begraafplaats uit tot een geliefde rustplaats voor de katholieke elite, hetgeen de grote hoeveelheid aan waardevolle concessies verklaart. De begraafplaats is zeer gekend voor haar grote variëteit aan funerair erfgoed.

## Kunsthistorisch erfgoed
Talloze beeldhouwers hebben op Campo Santo grafmonumenten gerealiseerd. Vermeldenswaard zijn de volgende kunstenaars:
- Jef Claerhout
- Aloïs De Beule
- Paul De Vigne
- Jozef Geefs
- Hippolyte Leroy
- Leon Sarteel
- Oscar Sinia
- Gustaaf Van den Meersche
- Geo Verbanck

## Prominenten
Bekende personen die er begraven liggen:
- Albert Baertsoen, kunstschilder en graficus
- Frank Baur, literatuurhistoricus, hoogleraar en senator
- Staf Bruggen, toneelspeler en theaterregisseur
- Walter Capiau, radio- en televisiepresentator
- Louis Cloquet, architect en hoogleraar
- Gustave De Battice, hulpbisschop van Gent
- Aloïs De Beule, beeldhouwer
- Jean-Pierre De Decker, Vlaams film-, televisie- en theaterregisseur
- Laurens De Keyzer, schrijver, journalist, veredeld letterzetter
- Filip De Pillecyn, letterkundige
- Hélène De Reuse, tekenaar, schilder
- Jules de Saint-Genois (Jules Ludger baron de Saint-Genois des Mottes), archivaris / schrijver / historicus
- Leonard De Visch, beeldhouwer
- Luc De Vos, zanger, columnist en schrijver
- August De Wilde, Vlaams-nationaal politicus, waarnemend oorlogsburgemeester van Gent
- Jozef De Wilde, priester-vorser, schrijver en heemkundige
- Christine D'haen, dichteres en prozaschrijfster
- Charles Doudelet, kunstschilder
- Albert Dutry, kunstschilder en kunstcriticus
- Marie Dutry-Tibbaut, kunstschilderes
- Chris Ferket, beeldhouwer, schilder en schrijver
- Jan Grauls, taalkundige
- Jozef Guislain, psychiater
- Jacques-Joseph Haus, criminoloog
- Corneille Heymans, laureaat Nobelprijs voor Geneeskunde, 1938
- Jan Hoet, kunstkenner
- Robert Hoozee, directeur Museum Schone Kunsten
- Karel Lodewijk Ledeganck, dichter van onder meer De drie Zustersteden
- Ferdinand Lousbergs, industrieel
- Rosalie Loveling, auteur
- Wilfried Martens, politicus, meervoudig Premier van België en Miet Smet
- Polydore Martou en Hortensia Modlinski, brouwer, grafmonument door Geo Verbanck [1]
- Frans Masereel, houtsnijwerker
- Martin-Joseph Mengal, Belgisch componist, hoornist en muziekpedagoog
- Louis Minard, bouwmeester
- Freek Neirynck, auteur, journalist, regisseur & perfesser Gensch
- Lodewijk Roelandt, architect
- Marc Sleen, striptekenaar
- Miet Smet, politica
- Ferdinand Augustijn Snellaert, schrijver
- Valentin Vaerwyck, bouwmeester
- Philippe Vandenberg, kunstenaar
- Jean Van den Bulcke, industrieel
- Gustave van de Woestijne, kunstschilder
- Karel van de Woestijne, auteur
- Cyriel Van Gent, acteur
- Louis Van Overstraeten, Belgisch architect
- Astère Vercruysse de Solart, industrieel / diplomaat / volksvertegenwoordiger / senator
- Leo Vindevogel, volksvertegenwoordiger, oorlogsburgemeester Ronse
- Dries Wieme, acteur
- Jan Frans Willems, letterkundige

Op een kleine heuvel staat een monument voor de Belgische gesneuvelden uit de beide wereldoorlogen.
Tussen de burgerlijke graven liggen twee Britse gesneuvelden uit de Tweede Wereldoorlog. Zij staan bij de Commonwealth War Graves Commission geregistreerd onder St. Amandsberg Communal Cemetery.
De Kapelleberg werd als deel van de begraafplaats in 1996 als monument beschermd. En een deel van de begraafplaats werd samen met de parochiekerk, het vroegere gemeentehuis en het oorlogsmonument als stadsgezicht beschermd.

## Trivia
- Het Campo Santo werd in 2006 geselecteerd voor het tv-programma Monumentenstrijd van de VRT. Het Campo Santo verzamelde met medewerking van het Sint-Janscollege genoeg stemmen om een plaats te verdienen in de tweede ronde waarin drie monumenten per Vlaamse provincie het tegen elkaar opnamen.